# Slovenská autobusová doprava

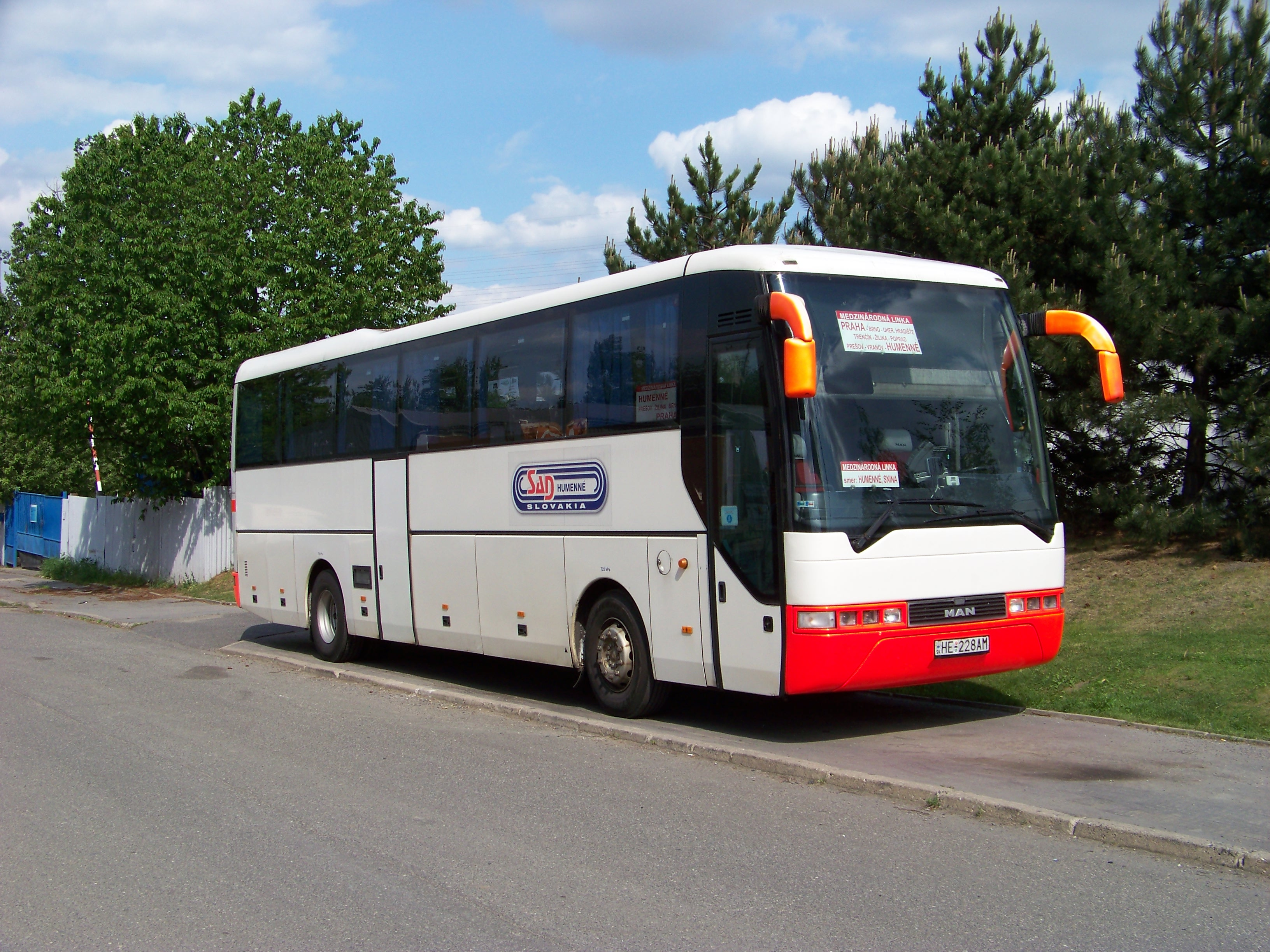
Ein Bus der Gesellschaft SAD Humenné in Prag

Slovenská autobusová doprava (Abk. SAD, deutsch Slowakischer Busverkehr; 1993–1994 auch in der Deutung Slovenská automobilová doprava, deutsch Slowakischer Automobilverkehr) war ein gemeinsamer Name für Staatsunternehmen und heute eine gemeinsame Marke für einen Teil der Gesellschaften in der Slowakei, die Regional-, Fern- sowie internationale Busverbindungen anbieten und in einigen Städten auch ÖPNV-Systeme betreiben.

## Geschichte
Die ursprünglichen Gesellschaften entstanden kurz nach der Aufteilung der Tschechoslowakei in den Jahren 1993 und 1994 durch Umbenennung oder Transformierung von Teilbetrieben der tschechoslowakischen Kraftverkehrsgesellschaft ČSAD. 1994 wurde die Güterkraftverkehrssparte in eine eigene Gesellschaft, Slovenská nákladná doprava (Abk. NAD), ausgelagert. Ursprünglich gab es fünf Staatsunternehmen (slowakisch Sg. štátny podnik, Abk. š. p.):
- Slovenská autobusová doprava, štátny podnik, Bratislava
- Slovenská autobusová doprava Banská Bystrica, štátny podnik
- Slovenská autobusová doprava, štátny podnik, Košice
- Slovenská automobilová doprava, štátny podnik Žilina
- Slovenská automobilová doprava, štátny podnik Dolný Kubín

1995 und 1996 wurden von diesen Gesellschaften insgesamt 52 lokale Staatsgesellschaften, die mit den ursprünglichen Busgesellschaften nach dem Muster „Slovenská autobusová doprava, [Name des Sitzes]“ hießen. Die Betriebe in Skalica (Bus- und Güterverkehr) und Stará Ľubovňa (nur Busverkehr) wurden 1994 beziehungsweise 1995 als Gesellschaften mit beschränkter Haftung (slowakisch Sg. spoločnosť s ručením obmedzeným, Abk. s. r. o.) probeweise privatisiert.
Die lokalen Gesellschaften wurden 1999 wurden im Rahmen der Vorbereitung für eine eventuelle Privatisierung zu 17 Gesellschaften wieder zusammengeführt. Diese wurden dann 2001 und 2002, in Einzelfällen bis 2005, als Aktiengesellschaften (slowakisch Sg. akciová spoločnosť, Abk. a. s.) privatisiert. Einige führen den Namen Slovenská autobusová doprava oder die Abkürzung SAD weiter, diese sind:
- SAD Banská Bystrica, a. s. (betreibt seit 2008 keine Buslinien mehr)
- SAD Humenné, a. s.
- SAD Dunajská Streda, a. s.
- Slovenská autobusová doprava Lučenec, akciová spoločnosť
- Slovenská autobusová doprava Poprad, akciová spoločnosť
- SAD Prešov, a. s.
- SAD Prievidza, a. s.
- SAD Trenčín, a. s.
- Slovenská autobusová doprava Zvolen, akciová spoločnosť
- Slovenská autobusová doprava Žilina, akciová spoločnosť

Der andere Teil der privatisierten Gesellschaften erhielt einen anderen Namen (inklusive der schon 1994 und 1995 privatisierten Gesellschaften):
- Arriva Liorbus, a. s. (seit 2015, vormals SAD LIORBUS, a. s.), Sitz Ružomberok, vorher Liptovský Mikuláš
- Arriva Michalovce, a. s., aus Slovenská autobusová doprava Michalovce, štátny podnik
- Arriva Nitra, a. s., Slovenská autobusová doprava Nitra, štátny podnik
- Arriva Nové Zámky, a. s., aus Slovenská autobusová doprava Nové Zámky
- Arriva Trnava, a. s. (seit 2015, vormals SAD Trnava, a. s.)
- Bus Karpaty, s. r. o., aus Slovenská autobusová doprava, š. p., Stará Ľubovňa, Sitz Stará Ľubovňa
- eurobus a.s., aus Slovenská autobusová doprava Košická dopravná spoločnosť, akciová spoločnosť, Sitz Košice
- SKAND Skalica, s. r. o., aus Slovenská autobusová doprava Skalica, š. p., Sitz Skalica
- Slovak Lines, a. s., aus Slovenská autobusová doprava Bratislava, a. s., Sitz Bratislava